# Apollo Hotel Utrecht City Centre
Het Apollo Hotel Utrecht City Centre, oorspronkelijk Hotel Café Restaurant Smits , later Amrâth / Best Western, is anno 2009 een viersterrenhotel aan het Vredenburg in Utrecht. Het hotel heeft 90 kamers.

## Geschiedenis
Het hotel is in de periode van 1952 tot 1954 gebouwd door de familie Smits. Aanvankelijk had het hotel 46 kamers, 7 zalen, een restaurant en bar ‘De Caveau’. In 1954 is het hotel geopend onder de naam Hotel Café Restaurant Smits. Het hotel was onderdeel van Smits Hotels - Restaurants & Motels. Dit familiebedrijf is in 1919 opgericht door A. A. Smits in Amsterdam. Hier begon hij het 'Noord-Zuid Hollandsch Koffiehuis’. Het familiebedrijf groeide uit tot een nationale keten van horecabedrijven. Tot de keten Smits behoorde ook Hotel Bloemink Apeldoorn, Restauratie Draversbaan Hilversum, Motel Naarden, Wegrestaurant Road House Rijsbergen, Motel Breda en Motel Brabant.
Hotel Café Restaurant Smits is in de jaren ’50 tot ’80 vooral bekend  geworden door Bar ‘De Caveau’. Deze bar was een begrip in Utrecht en een plek waar in de jaren ’60 en ’70 de Utrechtse cabaretier en zanger Herman Berkien met regelmaat optrad.  
Familie Smits heeft in 1986 het hotel in Utrecht verbouwd en uitgebreid met 40 kamers. In totaal waren er na de verbouwing 86 kamers, 4 zalen, een restaurant en Bar ‘De Caveau’.
In 2002 is het hotel verkocht aan de familie Van Eijl, de grondleggers van Amrâth Hotels. Het hotel heeft vijf jaar onder de vlag van Amrâth geopereerd. Gedurende deze vijf jaren is het restaurant opgeheven en de ruimte werd verpacht aan kledingzaak HIJ (later WE). Ook zijn de zalen en Bar ‘De Caveau’ in deze periode opgeheven.
European Hotel Management heeft in 2007 het hotel overgenomen. Tot de zomer van 2008 bleef de naam Amrâth, in combinatie met Best Western, aan het hotel verbonden. In augustus 2008 is het hotel toegevoegd aan Apollo Hotels & Resorts en sinds die tijd telt het hotel 90 kamers en suites. Naast hotelkamers is er een ontbijtrestaurant en een internet- en coffee lounge.
In 2017 is het pand een gemeentelijk monument.